# Aljince
Aljince es un pueblo ubicado en el municipio de Staro Nagoričane, en la región Noreste, Macedonia del Norte.

## Superficie
Posee una superficie de 10,38 kilómetros cuadrados.

## Demografía
Hasta 2021 la población era de 22 habitantes, con una densidad de población de 2,118 habitantes por kilómetro cuadrado.